# Geophilus brunneus
Geophilus brunneus är en mångfotingart som beskrevs av John McNeill 1887. Geophilus brunneus ingår i släktet Geophilus och familjen storjordkrypare. Inga underarter finns listade i Catalogue of Life.